# Martin Gray
Martin Gray, (ur. jako Mieczysław Grajewski 27 kwietnia 1922 w Warszawie, zm. 25 kwietnia 2016 w Ciney) – polsko-francuski pisarz pochodzenia żydowskiego, ocalony z Holocaustu. Autor książki biograficznej Wszystkim, których kochałem, w której opisał tragiczne losy swoje i swojej rodziny podczas II wojny światowej.

## Życiorys
Jego ojciec był właścicielem fabryki rękawiczek. Jego rodzina związana była z reformowanym judaizmem ale sam nie angażował się w życie religijne. Po wybuchu wojny przesiedlony z rodziną do getta warszawskiego.
Po wojnie opuścił Armię Czerwoną i zaczął poszukiwania babci, która jako jedyna przeżyła z rodziny wojnę. Znalazł ją w 1946 w Stanach Zjednoczonych, dokąd wyemigrował. Pracował jako handlarz antyków w USA, Kanadzie i na Kubie. W 1960 przeniósł się do Francji, gdzie mieszkał przez większość życia.
W 1979 roku Gitta Sereny, w artykule opublikowanym w New Statesman, zarzuciła Grajewskiemu, że jego książka Wszystkim, których kochałem jest plagiatem, a faktycznym autorem powieści miał być Max Gallo.

## Publikacje
W swoich książkach Gray dokonuje rozrachunku z przeszłością. Opisuje życie w getcie, pobyt w Treblince, ucieczkę z obozu; ważna jest też relacja z walki w powstaniu w getcie oraz spotkania z ojcem i jego śmierć, którą osobiście przeżył.
Jest autorem sześciu książek wydanych w języku francuskim:
- Au Nom de Tous les Miens 1971  (wyd. pol. Wszystkich, których kochałem Wydawnictwo Łódzkie, Łódź, 1990)
- Le livre de la vie, 1973
- Les forces de la vie, 1975 (wyd. pol. Siły życia, Warszawa: PWN, 1988, seria Logos)
- La vie renaîtra de la nuit, 1977
- Le Nouveau Livre, 1980
- J'écris aux hommes de demain, 1983
- La maison humaine, 1984

Na podstawie wspomnień został zrealizowany w 1983 film Dla tych, których kochałem, z Michaelem Yorkiem w roli głównego bohatera.